# Au (Altdorf bei Nürnberg)
Au ([aʊ̯] ) ist ein Gemeindeteil der Stadt Altdorf bei Nürnberg im Landkreis Nürnberger Land (Mittelfranken, Bayern). Au liegt in der Gemarkung Penzenhofen.

## Geografische Lage
Das Dorf Au bildet mit Ludersheim im Nordwesten eine geschlossene Siedlung. Diese liegt nördlich der Bundesautobahn 3 und südlich der Bahnstrecke Feucht–Altdorf. Die Straßen des Ortes heißen Am Bühl, Weihergasse, Ellholzweg, Zum Kanzelschlag, Leinwiesenweg und An der Ziegelei. Im Nordosten des Gemeindeteils befindet sich ein Gewerbegebiet.

## Geschichte
Mit dem Gemeindeedikt (frühes 19. Jahrhundert) wurde Au dem Steuerdistrikt Penzenhofen und der Ruralgemeinde Penzenhofen zugewiesen. Am 1. Januar 1972 wurde Au im Rahmen der Gebietsreform in Bayern nach Altdorf eingemeindet.